# Luis Ugalde
Luis María Ugalde Olalde (Vergara, 2 de diciembre de 1938) es un teólogo e historiador jesuita venezolano nacido en España. Fue rector de la Universidad Católica Andrés Bello entre 1990 y 2010. En 1997 obtuvo el Premio Nacional de Periodismo y desde 2008 es Individuo de Número de la Academia de Ciencias Políticas y Sociales. Entre sus libros destacan El pensamiento teológico-político de Juan Germán Roscio (1992), El gomecismo y la política panamericana de Estados Unidos (2005) y Utopía política: entre la esperanza y la opresión (2010).

Lamentablemente este régimen (chavista) en 20 años ha batido todo récord de insensatez política, de incapacidad y de corrupción.